# Admiral"
Admiral" (in cirillico: Адмиралъ?) è un film del 2008 diretto da Andrej Kravčuk.

## Trama
Il film racconta la vita e l'amore del comandante supremo della Russia Aleksandr Kolčak e Anna Timirëva.